# Santa Fé, Paraná
Santa Fé este un oraș în Paraná (PR), Brazilia.